# شيرنغ السفلي
شیرنغ السفلی () (بالفارسية: شیرنگ سفلی) هي قرية تقع في إيران في قسم شیرنغ الریفي. يقدر عدد سكانها بـ 470 نسمة بحسب إحصاء 2016.